# Mylna Kotlinka

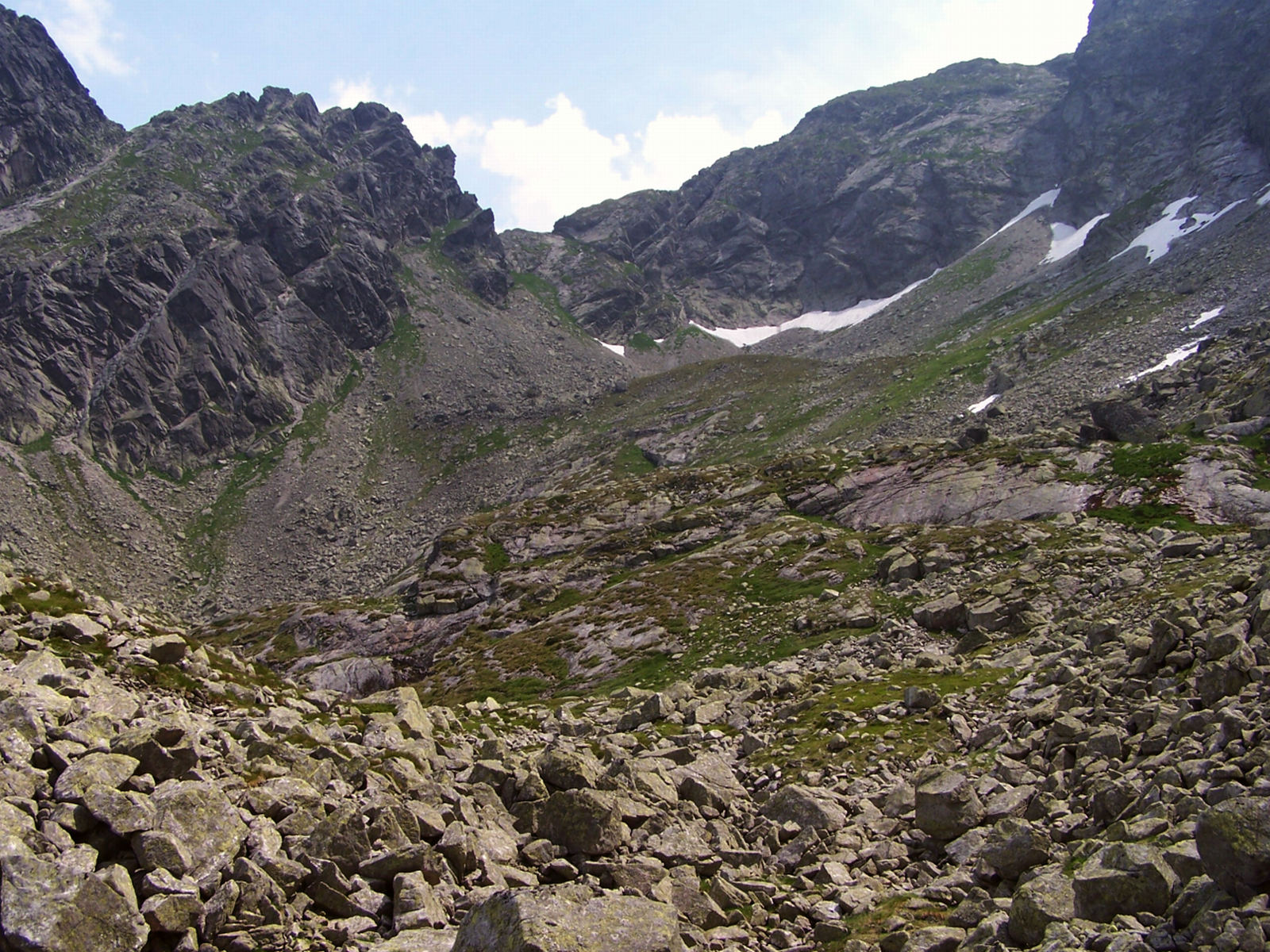
Zaśnieżona Mylna Kotlinka i Mylna Przełęcz

Mylna Kotlinka – najwyższe piętro Doliny Zielonej Gąsienicowej w polskich Tatrach Wysokich. Jest to kocioł lodowcowy usytuowany poniżej Grani Kościelców i wschodniej grani Świnicy, tworzących jego wschodnie i południowe obramowanie. Od północnej strony opada do Zadniego Koła.
Podobnie jak sąsiednia Świnicka Kotlinka, Mylna Kotlinka jest kamienista i w dużej części zasypana piargami, śnieg zalega w niej bardzo długo. Nazwa pochodzi od znajdującej się ponad nią Mylnej Przełęczy. Jest niedostępna turystycznie.